# Gnathium nitidum
Gnathium nitidum är en skalbaggsart som beskrevs av Horn 1870. Gnathium nitidum ingår i släktet Gnathium och familjen oljebaggar. Inga underarter finns listade i Catalogue of Life.